# J. James Exon
John James Exon (Geddes, 9 agosto 1921 – Lincoln, 10 giugno 2005) è stato un politico statunitense, senatore per lo stato del Nebraska dal 1979 al 1997 e in precedenza governatore dello stesso stato dal 1971 al 1979.

## Biografia
Nato nel Dakota del Sud, dopo il college Exon prestò servizio nei Signal Corps durante la seconda guerra mondiale. Alla fine del conflitto, si stabilì definitivamente nel Nebraska, lavorando come dirigente nel settore dei servizi finanziari.
Entrato in politica con il Partito Democratico, nel 1970 Exon si candidò a governatore del Nebraska e riuscì a sconfiggere il repubblicano in carica Norbert Tiemann. Fu riconfermato per un secondo mandato quattro anni dopo e successivamente fu eletto al Senato nella tornata elettorale del 1978.
Gli elettori gli concessero altri due mandati come senatore nel 1984 e nel 1990, finché nel 1996 annunciò la propria intenzione di non presentarsi alle successive elezioni e lasciò il Congresso dopo diciotto anni di permanenza.
Nel corso della sua carriera politica, Exon assunse delle posizioni molto conservatrici su alcuni temi, che gli valsero l'appoggio anche di parte dell'elettorato tendenzialmente repubblicano. In particolare, fu un accanito oppositore dei diritti LGBT, manifestando apertamente il suo dissenso verso un corso universitario sul tema, tenuto dal professor Louis Crompton. In veste di governatore, esercitò il potere di veto sulla legge a favore della sodomia, dichiarandosi contrario a "pervertiti, omosessuali e gay". Nel 1983 fu uno dei soli quattro senatori del Partito Democratico a votare contro l'istituzione del Martin Luther King Day.